# Рындина, Анна Вадимовна
А́нна Вади́мовна Ры́ндина (23 мая 1937, Москва — 20 августа 2023) — российский историк искусства и художник, доктор искусствоведения (1991), профессор, заслуженный деятель искусств Российской Федерации (1995), академик Российской академии художеств (2012), председатель координационного совета Фонда содействия сохранению культурного, исторического и духовного наследия имени преподобного Андрея Рублева, член Союза художников Российской Федерации.

## Биография
Родилась 23 мая 1937 года в Москве в семье народного художника СССР, выдающегося сценографа Вадима Федоровича Рындина. Азам рисунка и живописи маленькую Анну обучил отец. В 1959 году окончила Исторический факультет МГУ по специальности «История искусств» с красным дипломом. В период обучения в университете брала уроки живописи у В. В. Почиталова.
В 1975 году защитила кандидатскую диссертацию «Новгородская мелкая пластика: Новгород и Центральная Русь XIV—XV веков». а в 1991 году за работу «Художественный металл Москвы XIV—XV веков: типология и стилеобразование» ей была присуждена докторская степень в области искусствоведения. Заведовала Отделом древнерусского и церковного искусства НИИ Теории и истории изобразительного искусства Российской академии художеств (1992—2022). В 1995 году А. В. Рындиной было присвоено почётное звание заслуженного деятеля искусств Российской Федерации. В 2004 году министерством образования Российской Федерации А. В. Рындиной присвоено ученое звание профессора. С 2012 года — академик Российской академии художеств (Отделение искусствознания и художественной критики).
Была замужем за искусствоведом Г. В. Поповым; сын Фёдор Рындин (род. 1970) — исполнительный директор Фонда содействия сохранению культурного, исторического и духовного наследия имени преподобного Андрея Рублева. Старшая сестра А. В. Рындиной — известный археолог Н. В. Рындина (1936—2022).
Умерла 20 августа 2023 года в возрасте 86 лет. Похоронена в Москве на Новодевичьем кладбище рядом с родными (место 7-9-16).

## Научные работы
Начиная с 1990-х гг. под научным руководством А. В. Рындиной было написано и опубликовано множество сборников и каталогов, посвящённых церковному искусству разных периодов: от искусства Древней Руси до работ мастеров нашего времени.
Среди наиболее известных работ:
- «Древнерусская мелкая пластика. Новгород и Центральная Русь XIV—XV вв.». Монография. М., 1978 г.
- Г. В. Попов, А. В. Рындина. Живопись и прикладное искусство Твери XIV—XVI вв. (Центры художественной культуры Средневековой Руси). М., 1979 г.
- Декоративно-прикладное искусство Великого Новгорода. Художественный металл XI—XV вв. (Центры художественной культуры Средневековой Руси). М., 1996 г.

При участии музейной общественности Анна Вадимовна осуществляет периодическое издание сборников «Древнерусская скульптура» (6 выпусков), раскрывающих как специалистам, так и широким кругам читателей, малоизвестную ранее область сакрального искусства России, включающую в себя не только состав сюжетов, но также технику и технологию, как малых, так и крупных артефактов.
Интерес Рындиной к русской религиозной деревянной скульптуре становится одной из важнейших областей её научных интересов, что проявилось во множестве научных работ, опубликованных в сборниках ПСТГУ. На долгое время «Героем» этого мира становится образ Николы Чудотворца разного регионального и временного происхождения.
Под научным руководством А. В. Рындиной в 2022 году вышел Сборник статей «Теория „Москва — Третий Рим“ в словесных и визуальных образах. Легенды и реальность», где Анна Вадимовна является не только ответственным редактором, автором статьи, но и автором концепции, которая создана по материалам одноименной конференции.
Также в 2023 году вышло в свет Учебное пособие авторства Анны Вадимовны «СКУЛЬПТУРНЫЕ ОБРАЗЫ В ПРОСТРАНСТВЕ РУССКОГО ХРАМА. ПРОИСХОЖДЕНИЕ, САКРАЛЬНЫЙ СМЫСЛ, МАТЕРИАЛ. ЭВОЛЮЦИЯ ТЕХНОЛОГИИ И СТИЛЯ. ОТ СРЕДНЕВЕКОВЬЯ К НОВОМУ ВРЕМЕНИ».
Основные направления научной деятельности:
- технология и стиль древнерусской скульптуры и иконописи;
- современное церковное искусство;
- актуальные проблемы общехристианского единства в религиозном искусстве Востока и Запада (Средневековье и Новое время);
- объединение научной общественности на круглых столах, семинарах и конференциях в связи с обсуждением актуальных проблем современной медиевистики и состояния церковного искусства наших дней.

Всего издано более 200 научных статей в отечественных и зарубежных изданиях.
Авторское участие в зарубежных каталогах:
- Icone Russe. Виченца. Галерея Палаццо Леони Монтанари. 1999 г.
- Icone Russe Collezione Banca Intesa. Т. I—III. Милан, 2003 г. Описания 147 иконных окладов XVII—XX вв.

## Выставочная деятельность
Российские выставки:
- Научный редактор каталога и выставки «1000-летие Русской Художественной культуры». Москва, 1988 (Российская академия художеств);
- Куратор Всероссийской Православной выставки «Современное церковное искусство». Москва, 2005 (ЦДХ);
- Член Оргкомитета Международной выставки Православного искусства «Свет миру». Москва, 2007;
- Автор статьи «Современная икона — современность в иконе» в книге, посвященной выставке. С. 84-117;
- Научный руководитель проекта «БОЖИЙ ДАР. ИКОНОПИСЕЦ СОФИЯ МАЧИГИНА. УЧИТЕЛЬ. УЧЕНИКИ. СОРАТНИКИ» в МВК РАХ Краснодаре и других городах России, 2023.

Зарубежные выставки:
- Куратор выставки совместно с Карло Пировано «Животворящее Древо. Русская деревянная скульптура с древнейших времен до XX века». Рим, 2006 (Капитолийский Музей)
- Автор вступительной статьи к каталогу выставки «Деревянная скульптура в русском храме». Сакральный смысл и эволюция стиля. С. 16-42.
- Куратор выставки "Под Покровом Богородицы. Современная русская икона. Мадрид, 2011 (Королевская Базилика Божией Матери Аточа)
- Автор вступительной статьи к каталогу «Русская икона наших дней. Синтез традиций христианского искусства».

Состоялось 9 персональных выставок, последняя была открыта в залах Российской академии художеств 11 июля 2017 года к юбилею автора.

## Работы в качестве театрального художника
- Декорации и костюмы к комедии Мольера «Мещанин во дворянстве» (Театральный Институт имени Бориса Щукина при Государственном Академическом театре имени Евгения Вахтангова. Режиссёр В. Шлезингер. 1961 г.)
- Эскизы костюмов к пьесе «Госпожа Бовари» в постановке И. Ильнского и декорациях В. Ф. Рындина (Государственный Академический Малый театр. 1963 г.)
- Эскизы костюмов к опере Дж. Верди «Дон Карлос» в декорациях В. Ф. Рындина (ГАБТ. 1964 г.)
- Декорации и костюмы к балету Вебера «Видение Розы» (Постановка М. Фокина, восстановленная Марисом Лиепой, ГАБТ. 1966 г.)
- Эскизы костюмов к балету «Бахчисарайский фонтан» и «Щелкунчик» (Балетмейстер — Леонид Лавровский, Каирская Национальная Опера. 1966—1967 гг.)

## Государственная, общественная и педагогическая деятельность
- Научный сотрудник Института Истории Искусств Российской Академии Наук (Институт Искусствознания) (с 1959 г.)
- Старший научный сотрудник НИИ Теории и истории изобразительного искусства Российской академии художеств (с 1987 г.)
- Заведующая Отделом древнерусского и церковного искусства НИИ Теории и истории изобразительного искусства Российской академии художеств (с 1992 г.)
- Профессор Факультета Церковных Художеств ПСТГУ Кафедры истории и теории христианского искусства (1993—2014 гг.)
- Принимала участие в восстановлении внутреннего убранства Храма Христа Спасителя в качестве эксперта по художественным и композиционным решениям при воссоздании живописных циклов (1994—2000 гг.)
- Член Экспертного Совета Фонда по премиям памяти митрополита Московского и Коломенского МАКАРИЯ (Булгакова) (2001—2012 гг.)
- Председатель Координационного Совета Фонда содействия сохранению культурного, исторического и духовного наследия имени Преподобного Андрея Рублева (с 2011 г.)
- Член Учёного Совета НИИ Теории и истории изобразительного искусства РАХ
- Член Учёных Советов Музеев Московского Кремля, Государственного Исторического Музея, Музея имени Андрея Рублёва.

## Награды
Государственные и общественные награды и премии:
- Медаль «В память 850-летия Москвы»

Награды Русской Православной Церкви:
- Медаль Святителя Макария к Х-летию восстановления Фонда Святителя Макария
- Медаль Св. Патриарха Тихона I степени
- Юбилейная медаль Русской Православной Церкви «В память 1000-летия преставления равноапостольного великого князя Владимира»
- Орден Святителя Макария III степени
- Орден Святителя Макария II степени
- Орден преподобного Андрея Рублева II степени

Награды Российской академии художеств:
- Медаль «Достойному» РАХ (2 медали)
- Золотая медаль РАХ
- Медаль Шувалова (2 медали)
- Медаль «За заслуги перед Академией»
- Почётная Грамота Президента РАХ
- Благодарности Президента и Президиума РАХ